# Steyrdurchbruch
Der Steyrdurchbruch ist eine Engstelle im Mittellauf der Steyr.

## Entstehung
Der während der Eiszeit den Pyhrnpass überfließende Ennstalgletscher ergoss sich in das Steyrtal und das Kremstal und veränderte diese, in dem er sie weiträumig und flächenhaft ausformte. Nach dem Rückzug des Gletschers grub sich die Steyr tief in den Untergrund ein und schuf den Steyrdurchbruch.
Im Steyrdurchbruch befinden sich das Kraftwerk Steyrdurchbruch sowie eine Brücke der Steyrtal Straße und des über eine aufgelassene Brücke der Steyrtalbahn führenden Steyrtalradweges.